# Thomas Sargent
Thomas John Tom Sargent (Pasadena, 19 juli 1943) is een Amerikaans econoom, die gespecialiseerd is in de macro-economie, monetaire economie en de econometrie van tijdreeksen. In september 2014 stond hij op de zeventiende plaats in de ranglijst van meest geciteerde economen in de wereld.
In 2011 deelde Sargent de Prijs van de Zweedse Rijksbank voor economie met Christopher Sims voor hun "empirisch onderzoeken naar oorzaak en gevolg in de macro-economie", waarbij Sargent werd geprezen "omdat hij heeft laten zien hoe structurele macro-econometrie kan worden gebruikt om permanente veranderingen in economisch beleid te analyseren".

## Opleiding en carrière
Sargent behaalde in 1964 een B.A. aan de universiteit van Californië, Berkeley. Zijn Ph.D. verkreeg hij in 1968 van Harvard. Zijn promotor was John R. Meyer. Een van zijn klasgenoten aan Harvard was Christopher A. Sims. Na het behalen van zijn Ph.D. was hij verbonden aan de universiteit van Pennsylvania (1970-1971), de universiteit van Minnesota (1971-1987), de universiteit van Chicago (1991-1998), Stanford University (1998-2002) en Princeton University (2009). Tevens is hij sinds 2002 hoogleraar economie aan New York University.
Hij is sinds 1976 een fellow van de Econometric Society. In 1983 werd Sargent zowel in de National Academy of Sciences als in de Amerikaanse Academie van Kunsten en Wetenschappen verkozen. Sinds 1987 is hij als senior fellow verbonden aan het Hoover Institution, een deel van Stanford University. Daarnaast is hij lid van de Raad van Advies van het Penn Institute for Economic Research aan van de universiteit van Pennsylvania.

## Professionele bijdragen
Sargent was in de laatste decennia van de twintigste eeuw een van de leiders van de "rationele verwachtingen revolutie". Deze stelt dat economische agenten die door economen in hun modellen wordt gemodelleerd de toekomst, of de waarschijnlijkheid van toekomstige resultaten, minstens zo goed kunnen voorspellen als de econoom met hun modellen kunnen. De theorie van de rationele verwachtingen werd in de economie geïntroduceerd door John F. Muth. Dit ideeën werden vervolgens opgepakt door Robert Lucas en Edward C. Prescott en veel verder doorgevoerd.
Onder Sargents belangrijkste bijdragen aan de theorie van de rationale verwachtingen zijn:
- Nagaan van de implicaties van de theorie rationele verwachtingen, met Neil Wallace, voor alternatieve monetaire-beleidsinstrumenten en regels voor outputstabiliteit en prijsbepaaldheid.[3]
- Helpen om de theorie van de rationele verwachtingen een statistisch operationele basis te geven.
- Het geven van enkele vroege voorbeelden van rationele verwachtingen modellen van de Phillips-curve, de termijnstructuur van de rente en de vraag naar geld tijdens perioden van hyperinflatie.[4][5]
- Het samen met Neil Wallace analyseren van de mechanismen hoe monetair en fiscaal beleid intertemporeel moeten worden gecoördineerd.[6]
- Uitvoeren van verschillende historische studies die de theorie van de rationele verwachtingen gebruiken om de gevolgen van enige dramatische veranderingen in macro-economisch beleidsregimes te verklaren.[7][8][9]

In 1975 stelden Thomas Sargent en Neil Wallace de beleidsineffectiviteitspropositie voor. Deze propositie weerlegde een belangrijk uitgangspunt van het keynesianisme.
Sargent ging verder met het verfijnen of uitbreiden van de theorie van de rationele verwachtingen door:
- Het bestuderen van de voorwaarden waaronder systemen met begrensde rationaliteit van economische agenten en adaptief leervermogen naar rationele verwachtingen convergeren[10][11]
- Gebruik te maken van een notie van zelfbevestigend evenwicht, een zwakkere notie van de theorie van de rationele verwachtingen die wordt gesuggereerd door het limietgeval van leermodellen.
- Het bestuderen van contexten, samen met Lars Peter Hansen, waarin beslissers geen vertrouwen hebben in hun kansmodel. In het bijzonder hebben Hansen en Sargent methoden uit de robuuste controletheorie aangepast en uitgebreid.[12]

## Voetnoten
1. ↑  Economist Rankings at IDEAS, Ideas.repec.org
2. ↑  Nobel Prize Press Release
3. ↑  Sargent, Thomas J. en Neil Wallace, 1975. 'Rational' Expectations, the Optimal Monetary Instrument, and the Optimal Money Supply Rule, Journal of Political Economy, 83(2), blz. blz. 241-254.
4. ↑  Thomas Sargent, Neil Wallace, Rational Expectations and the Theory of Economic Policy, Journal of Monetary Economics, vol. 2, issue 2, blz. 169–183, 1976, Rational Expectations and the Theory of Economic-Policy[dode link].
5. ↑  Thomas J. Sargent en Neil Wallace, "Rational Expectations and the Dynamics of Hyperinflation," International Economic Review, 14(2), (Jun., 1973), pp. 328–350.
6. ↑  Sargent, Thomas J. en Neil Wallace, Some Unpleasant Monetarist Arithmetic, Federal Reserve Bank of Minneapolis Quarterly Review, 1981, vol 5, issue 3, blz. 1–17
7. ↑  Sargent, Thomas J. (1983) (1983). The Ends of Four Big Inflations in: Inflation: Causes and Effects, redactie door Robert E. Hall, University of Chicago Press, voor de NBER, 1983, blz. 41–97.
8. ↑  Sargent, Thomas J., Rational Expectations and Inflation 1992, Harper and Row, ISBN 0-06-500280-6
9. ↑  Sargent, Thomas J., F.R. Velde, The Big Problem of Small Change, 2003, Princeton University Press, ISBN 978-0-691-11635-8
10. ↑  Sargent, Thomas J., Bounded Rationality in Macroeconomic, Oxford University Press, ISBN 978-0-19-828869-5, Description and chapter-preview blz. 1]links.
11. ↑  Sargent, Thomas J., The Conquest of American Inflation, 1999, Princeton University Press, ISBN 0-691-00414-5
12. ↑  Hansen, Lars Peter en Sargent, Thomas J. Robustness, 2008, Princeton University Press, ISBN 0-691-11442-0

- Bibsys: 90068470
- Biblioteca Nacional de España: XX1053490
- Bibliothèque nationale de France: cb121347275 (data)
- CiNii: DA00617055
- DBLP: 90/11117
- Gemeinsame Normdatei: 118751298
- International Standard Name Identifier: 0000 0001 0886 387X
- Library of Congress Control Number: n78082475
- Nationale Bibliotheek van Letland: 000099937
- Mathematics Genealogy Project: 195025
- Bibliotheek van het Japanse parlement: 00474431
- Nationale Bibliotheek van Tsjechië: jn20020722243
- Nationale bibliotheek van Australië: 35476012
- Nationale Bibliotheek van Israël: 987007267656205171
- Nationale Bibliotheek van Polen: a0000002598421
- Nationale en Universitaire bibliotheek Zagreb: 000383942
- Nederlandse Thesaurus van Auteursnamen: 068738935
- Réseau des bibliothèques de Suisse occidentale: 02-A003786433
- Système universitaire de documentation: 029798655
- Virtual International Authority File: 34492171
- WorldCat: E39PBJbCHYrtMDdwRCbhpKK68C

1969: Frisch, Tinbergen ·
1970 : Samuelson ·
1971: Kuznets ·
1972: Hicks, Arrow ·
1973: Leontief ·
1974: Myrdal, Hayek ·
1975: Kantorovitsj, Koopmans ·
1976: Friedman ·
1977: Ohlin, Meade ·
1978: Simon ·
1979: Schultz, Lewis ·
1980: Klein ·
1981: Tobin ·
1982: Stigler ·
1983: Debreu ·
1984: Stone ·
1985: Modigliani ·
1986: Buchanan ·
1987: Solow ·
1988: Allais ·
1989: Haavelmo ·
1990: Markowitz, Miller, Sharpe ·
1991: Coase ·
1992: Becker ·
1993: Fogel, North ·
1994: Harsanyi, Nash, Selten ·
1995: Lucas ·
1996: Mirrlees, Vickrey ·
1997: Merton, Scholes ·
1998: Sen ·
1999: Mundell ·
2000: Heckman, McFadden ·
2001: Akerlof, Spence, Stiglitz ·
2002: Kahneman, Smith ·
2003: Engle, Granger ·
2004: Kydland, Prescott ·
2005: Aumann, Schelling ·
2006: Phelps ·
2007: Hurwicz, Maskin, Myerson ·
2008: Krugman ·
2009: Ostrom, Williamson ·
2010: Diamond, Mortensen, Pissarides ·
2011: Sims, Sargent ·
2012: Roth, Shapley  ·
2013: Fama, Hansen, Shiller  ·
2014: Tirole  ·
2015: Deaton  ·
2016: Hart, Holmström ·
2017: Thaler ·
2018: Nordhaus, Romer ·
2019: Banerjee, Duflo, Kremer ·
2020: Milgrom, Wilson ·
2021: Imbens, Angrist, Card ·
2022: Bernanke, Diamond, Dybvig ·
2023: Goldin ·
2024: Acemoglu, Johnson, Robinson